# Bruck an der Leitha (gemeente)
Bruck an der Leitha is een gemeente in de Oostenrijkse deelstaat Neder-Oostenrijk, gelegen in het district Bruck an der Leitha. De gemeente heeft ongeveer 7300 inwoners. Bezienswaardig is hier Schloss Prugg. Bruck an der Leitha is de geboorteplaats van Anton Paul Stadler (1753-1812) de klarinettist voor wie Mozart zowel zijn klarinetkwintet als -concert schreef.

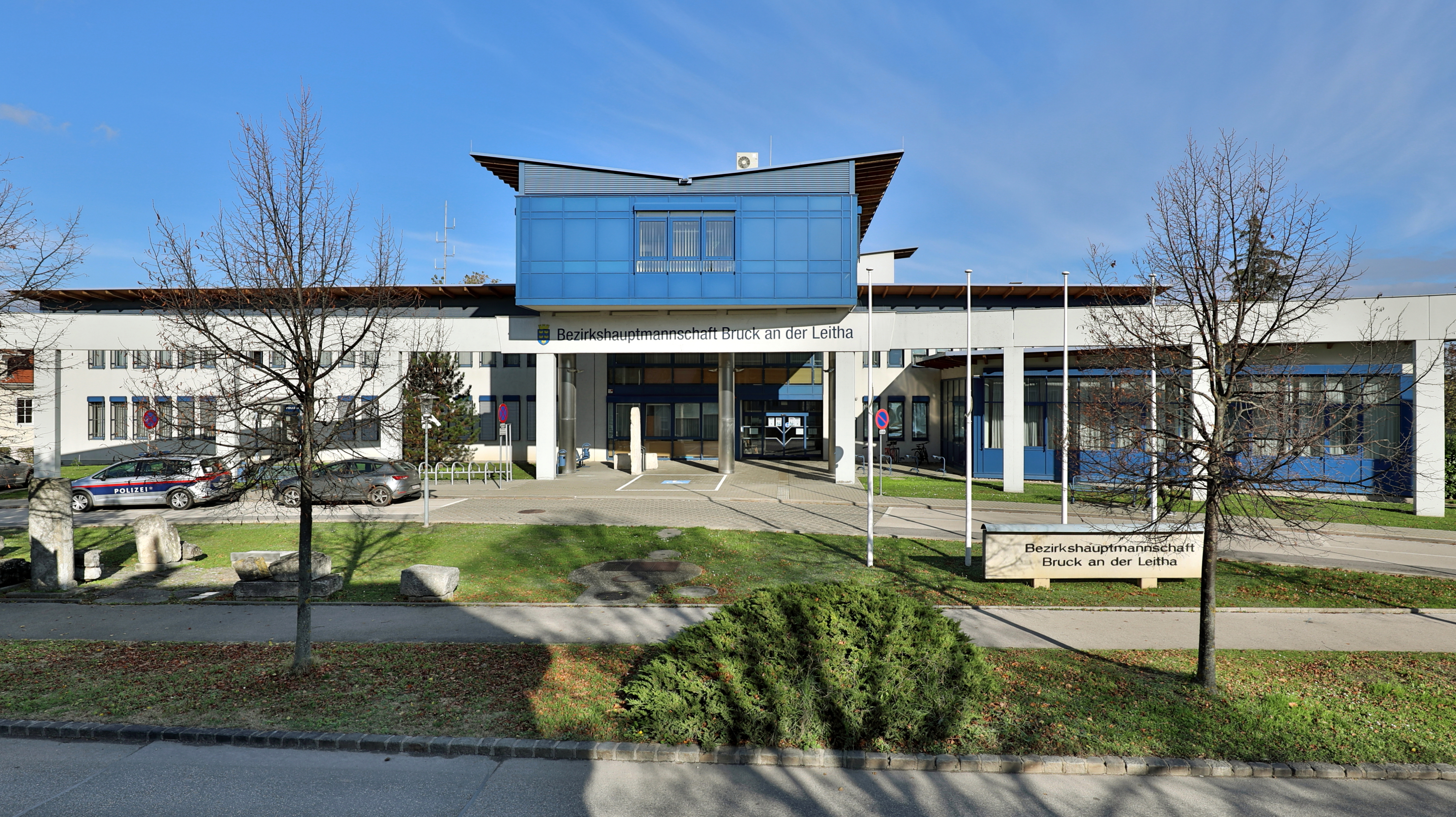
Bestuursgebouw

## Geografie
Bruck an der Leitha heeft een oppervlakte van 23,81 km². Het ligt in het noordoosten van het land, in de buurt van de grens met Slowakije en het Burgenland.
Au am Leithaberge · Bad Deutsch-Altenburg · Berg · Bruck an der Leitha · Enzersdorf an der Fischa · Göttlesbrunn-Arbesthal · Götzendorf an der Leitha · Hainburg an der Donau · Haslau-Maria Ellend · Hof am Leithaberge · Höflein · Hundsheim · Mannersdorf am Leithagebirge · Petronell-Carnuntum · Prellenkirchen · Rohrau · Scharndorf · Sommerein · Trautmannsdorf an der Leitha · Wolfsthal
- Gemeinsame Normdatei: 4090187-7
- Library of Congress Control Number: n89146593
- MusicBrainz: 59930ed4-c624-4078-9950-c4c17d4c125b
- Nationale Bibliotheek van Tsjechië: xx0165933
- Nationale Bibliotheek van Israël: 987007565024005171
- Virtual International Authority File: 144888562